# Pteromeniscus
Pteromeniscus is een geslacht van kreeftachtigen uit de klasse van de Ostracoda (mosselkreeftjes).

## Soort
- Pteromeniscus intesi Kornicker, 1981